# Oeceoclades maculata
Espèce
Synonymes
- Aerobion maculatum (Lindl.) Spreng.[1]
- Angraecum maculatum Lindl.[1]
- Epidendrum connivens Vell.[1]
- Eulophia ledienii Stein ex N.E.Br.[1]
- Eulophia mackenii Rolfe ex Hemsl.[1]
- Eulophidium liedenii (N.E.Br.) De Wild.[1]
- Eulophidium mackenii (Rolfe ex Hemsl.) Schltr.[1]
- Eulophidium nyassanum Schltr.[1]
- Eulophidium warneckeanum Kraenzl.[1]
- Geodorum pictum Link[1]
- Graphorchis maculata (Lindl.) Kuntze[1]
- Graphorkis maculata (Lindl.) Kuntze[1]
- Limodorum maculatum (Lindl.) Lodd.[1]
- Oeceoclades mackenii (Rolfe ex Hemsl.) Garay & P.Taylor[1]
- Oeceoclades paraguayensis Hauman[1]

Oeceoclades maculata est une espèce de plantes de la famille des Orchidées et du genre Oeceoclades, présente dans plusieurs pays d'Afrique tropicale.

## Liste des variétés
Selon Tropicos (23 décembre 2018) :
- Oeceoclades maculata var. pterocarpa (Hauman) Garay & P. Taylor